# Przemysław Matusik
Przemysław Matusik – polski historyk, doktor habilitowany nauk humanistycznych, zastępca dyrektora Instytutu Historii na Wydziale Historycznym Uniwersytetu im. Adama Mickiewicza w Poznaniu w latach 2012–2019, prodziekan ds. naukowych Wydziału Historii Uniwersytetu im. Adama Mickiewicza w Poznaniu w latach 2020–2024, od 1 października 2024 dziekan tegoż Wydziału, od 2015 r. redaktor naczelny Kroniki Miasta Poznania.

## Życiorys
W 1987 został zatrudniony na Uniwersytecie im. Adama Mickiewicza w Poznaniu. 6 listopada 1995 obronił pracę doktorską Jan Koźmian 1814-1877. Kościół i naród: dylematy polskiego katolika, 7 listopada 2011 habilitował się na podstawie pracy zatytułowanej „Nadeszła epoka przejścia...” Nowoczesność w piśmiennictwie katolickim Poznańskiego 1836-1871. Został zatrudniony na stanowisku adiunkta w Instytucie Historii na Wydziale Historii Uniwersytetu im. Adama Mickiewicza.
Objął stanowisko profesora nadzwyczajnego i zastępcy dyrektora w Instytucie Historii na Wydziale Historii Uniwersytetu im. Adama Mickiewicza w Poznaniu, a także sekretarza generalnego i wiceprezesa Poznańskiego Towarzystwa Przyjaciół Nauk.
W 2022 był laureatem Nagrody Naukowej Miasta Poznania i został wyróżniony statuetką Dobosz Powstania Wielkopolskiego, przyznawaną przez Zarząd Główny Towarzystwa Pamięci Powstania Wielkopolskiego 1918/1919. W 2023 został laureatem Nagrody Honorowej Prezesa IPN „Świadek Historii”.

## Zainteresowania badawcze
Historia XIX wieku, zabór pruski ze szczególnym uwzględnieniem Poznańskiego, historia Kościoła i życia religijnego, Chrześcijaństwo a nowoczesność, historia miejska (zwłaszcza dzieje Poznania), dzieje kultury XIX w.